# 白贞基

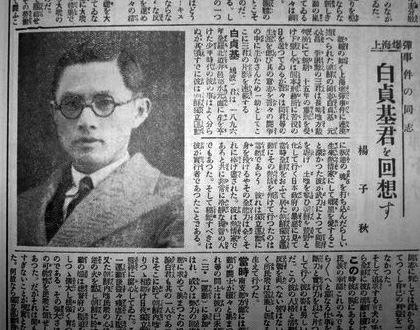
白贞基

白贞基（韓語：백정기，1896年1月19日—1934年6月5日），號鷗波、溶善，是韩国独立運動活动家。他曾參與三一運動，而且在日本留学時又支持社会主义和无政府主义，移居中国后又參與韩国无政府主义运动。1933年3月17日，白貞基在上海六三亭策划刺杀日本駐華大使有吉明，但他在準備刺杀之前就被捕，最終在日本的监狱中去世。
1946年5月中旬，白贞基的遗骸从日本运回韩国。6月30日，韩国为白贞基举行了国葬。